# Jednotka sboru dobrovolných hasičů obce Česká Lípa – Dobranov
Hasiči obce Dobranov (Jednotka sboru dobrovolných hasičů obce Česká Lípa - Dobranov) je jednotka požární ochrany zařazená v integrovaném záchranném systému do kategorie JPO III/1 s historií sahající až do roku 1878. Jejím zřizovatelem je okresní město Česká Lípa s přibližně 37 000 obyvateli a jednotka je spolu s JSDH Česká Lípa jednou z jeho organizačních složek.
Velitelem jednotky je v současné době Milan Rákosník.
Jednotka byla k 1. lednu 2010 přeřazena z kategorie JPO V do kategorie JPO III/1 a v dubnu získala novou cisternu CAS 20 Tatra 815.